# Desa Kalisat (administrativ by i Indonesien, lat -7,68, long 112,78)
Desa Kalisat är en administrativ by i Indonesien.   Den ligger i provinsen Jawa Timur, i den västra delen av landet, 700 km öster om huvudstaden Jakarta.